# تشارلز ر. لارسون
تشارلز ر. لارسون (بالإنجليزية: Charles R. Larson)‏ هو ضابط أمريكي، ولد في 20 نوفمبر 1936 في سو فولز في الولايات المتحدة، وتوفي في 26 يوليو 2014 في أنابولس في الولايات المتحدة بسبب ابيضاض الدم.

## وصلات خارجية
- تشارلز ر. لارسون على موقع إن إن دي بي (الإنجليزية)